# 24005 Eddieozawa
24005 Eddieozawa è un asteroide della fascia principale. Scoperto nel 1999, presenta un'orbita caratterizzata da un semiasse maggiore pari a 2,7307661 UA e da un'eccentricità di 0,0587888, inclinata di 6,38372° rispetto all'eclittica.